# Julija Potrč
Julija Potrč Šavli, prevajalka iz angleščine in finščine v slovenščino, 1979. Prevedla je številne sodobne finske avtorje, in sicer prevaja prozo, poezijo ter otroška in mladinska dela. Iz angleščine je med drugim prevedla romana Jacka Kerouaca in Johna Bartha (soprevod). Rada hodi na koncerte, se udeležuje literarnih večerov in drugih kulturnih dogodkov ter se druži s prijatelji.

## Življenjepis

### Izobrazba
Leta 2004 je diplomirala iz angleškega jezika in primerjalne književnosti na Filozofski fakulteti v Ljubljani. Dne 7.5.2010 pa je tudi magistrirala na Filozofski fakulteti v Ljubljani, smer Ameriške študije. Njen naslov magistrskega dela je: »Kratka zgodba Williama Faulknerja.« Zdaj poučuje finščino na Filozofski fakulteti v Ljubljani, njen trenutni projekt je učenje estonskega jezika. 

### Delovne izkušnje
Od leta 2001 do septembra 2006  je sodelovala z založbo DZS pri pripravi Velikega angleško-slovenskega slovarja. Kot zunanja sodelavka je delala na prvi fazi slovarja in kasneje na redaktorski fazi. Leta 2005 je prav tako sodelovala pri pripravi žepnega slovensko-angleškega slovarja za založbo DZS.

### Strokovno izobraževanje
- Seminar za prevajalce finskih dramskih besedil v Helsinkih, oktober 2008
- Univerza v Helsinkih, intenzivni tečaj finskega jezika (8. stopnja), avgust 2008
- Seminar za prevajalce iz finskega jezika Centra za finsko književnost FILI, avgust/september 2008.
- Tečaj finskega jezika na Univerzi v Jyväskyläju (organizator Center za mednarodne izmenjave, CIMO), julija 2008
- Univerza v Helsinkih, intenzivni tečaj finskega jezika (5.-7. stopnja), poletje 2007

## Nagrade, priznanja, štipendije
Leta 2010 je prejela priznanje za mlado prevajalko za prevod kratkoprozne zbirke Skrivališča Petrija Tamminena, ki jo podeljuje Društvo slovenskih književnih prevajalcev. Aprila oz. maja 2009 je dobila tudi dvomesečno rezidenco in štipendijo za pisatelje, pesnike, prevajalce in umetnike v vili Saari na Finskem (za prevod romana Rdeča knjiga ločitve Pirkko Saisio). Rezidenco podeljuje finski sklad Kone. 

## Prevodna bibliografija

### Prevodi
- Paavo Haavikko: »Zimski dvorec.« (2010) Literatura. Mesečnik za književnost. Letnik XXII. št. 229-230, julij-avgust 2010. str. 164-185. (Druge celine).
- Petri Tamminen: Skrivališča. Ljubljana: LUD Literatura, 2009. (zbirka Stopinje)
- Matti Hagelberg: Holmenkollen. Ljubljana: Društvo za oživljanje zgodbe 2 koluta, 2009.
- Tu pa tam, Radio Študent. Cikel štirih oddaj o sodobni finski književnosti (Petri Tamminen, Leena Krohn, Mikko Rimminen, Joel Haahtela). Dec. 2009/jan. 2010.
- Pirkko Saisio. Rdeča knjiga ločitve. Prev. Julija Potrč. Škuc, 2009 (zbirka Lambda).
- Sofi Oksanen: »Stalinove krave.« Odlomek iz romana. (2009) Literatura. Mesečnik za književnost. Letnik XXI. št. 213, marec 2009. str. 161-177. (Zadnja izmena).
- Mark Lynas. Šest stopinj. Naša prihodnost na toplejšem planetu. Prev. Julija Potrč. Modrijan, 2008 (zbirka Intermundia).
- Kate Chopin. Prebujenje. Prev. Julija Potrč. Ljubljana: ZAMIK, 2007.
- Howard Philips Lovecraft. Cthulhujev klic. Prev. Julija Potrč. Ljubljana: ZAMIK, 2007.
- Finska književnost po berlinskem zidu. Literarni večer na RA SLO 3 (Radio ARS).
- Petri Tamminen: Skrivačeva zemlja. Izbor kratke proze. (2008) Literatura. Mesečnik za književnost. Letnik XX. št. 205/206, julij/avgust 2008. str. 149-161. (Zadnja izmena).

- 1. 4. 2008 (prevodi iz romanov Rdeča knjiga ločitve avtorice Pirkko Saisio in Ulica okopov Karija Hotakainena, ter prevod pesmi Jyrkija Kiiskinena).
- Petri Tamminen: Stričevi nauki. (Odlomek iz romana). Literarni nokturno, 30.3.2008, RA SLO 1.